# Лхаса (река)
Лхаса или Джичу (на тибетски: སྐྱིད་ཆུ་; на китайски: 拉薩河; на пинин: Lāsà hé) е река в Югозападен Китай, в Тибетския автономен регион, ляв приток на Брахмапутра (Цангпо). Дължината ѝ е около 450 km, а площта на водосборния ѝ басейн – около 26 000 km². Река Лхаса води началото си под името Ретинг (Рачу) от южния склон на хребета Ниенчен Тангла, на 5055 m н.в. В горното си течение тече на югозапад, след това – на югоизток, а накрая – отново на югозапад в дълбока и тясна долина. След устието на десния ѝ приток Понглала започва нейното средно течение, като отново завива на югозапад, а долината ѝ се разширява и изплитнява. При устието на левия ѝ приток Шер Цангпа река Лхаса за пореден път завива в югозападно направление и запазва тази посока до устието си. Тук долината ѝ още повече се разширява, преминава покрай град Лхаса и след около 60 km се влива отляво в река Брахмапутра (Цангпо), на 3587 m н.в. Основни притоци: леви – Шер Цангпо, Гянечу; десни – Понглала, Пенбочу, Джагчу. Има ясно изразено лятно пълноводие в резултат от мусонните дъждове през сезона и топенето на снеговете и ледниците във високите части на Тибетската планинска земя. Долината на река Лхаса по нейното долно течение е най-важния селскостопански район на Тибет. Освен град Лхаса по течението ѝ са разположени множество будистки манастири.